# Donasid

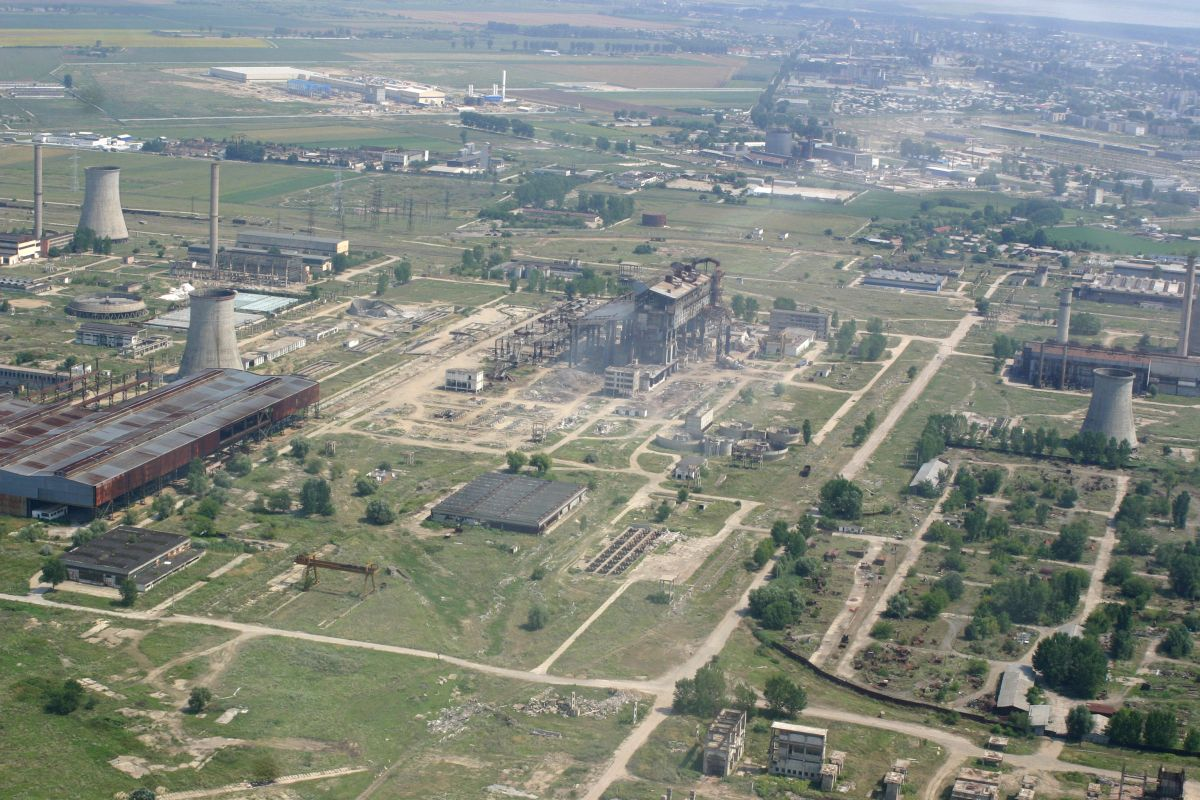
Ruinele fostului Combinat Siderurgic Călăraşi

Donasid Călărași (fost Combinatul Siderurgic Călărași - Siderca) este o oțelărie din România, deținută de Tenaris.
Are o capacitate de producție anuală de 470.000 de tone, care include o oțelărie electrică și linii de turnare continue, folosind ca materie primă fierul vechi.

## Istoric

### Origini și dezvoltarea din perioada comunistă

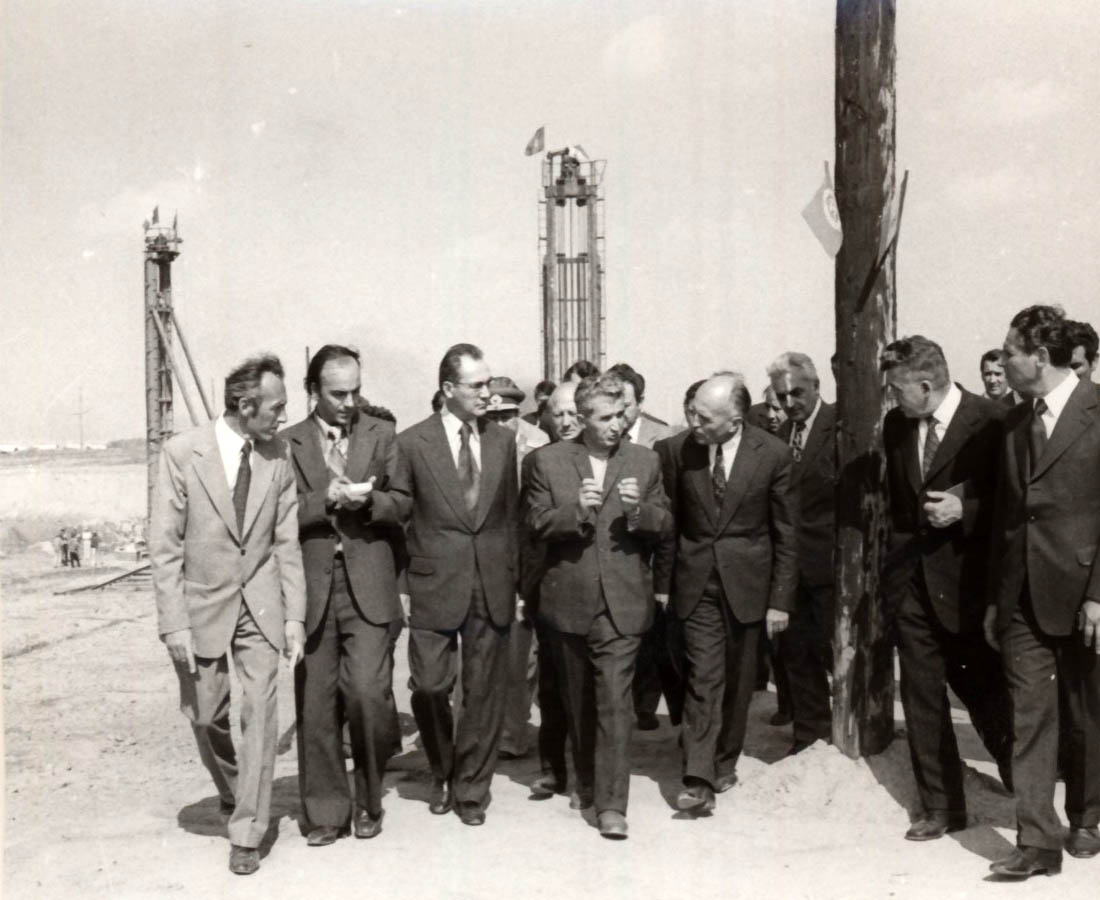
Nicolae Ceauşescu vizitează şantierul Combinatului Siderurgic Călăraşi

Ideea construirii combinatului a apărut într-o dimineață de iulie 1974 când Nicolae Ceaușescu, la întoarcerea dintr-o vizită la Constanța, s-a oprit la groapa de gunoi de la periferia orașului Călărași și a decis ca acolo să fie construit un combinat siderurgic. Au fost elaborate planurile dar construcția a fost amânată anul următor din cauza inundațiilor. Primul țăruș a fost bătut pe 1 martie 1976 dar construcția efectivă a combinatului a început în anul 1978. Pentru construcția acestuia a fost luat un împrumut extern în valoare de 100 de milioane de dolari iar uzina a fost inaugurată în 1979. Au fost angajați inițial 6.000 de oameni în uzina ce ocupa o suprafață de 650 de hectare pe Brațul Borcea al Dunării. Acești muncitori proveneau din zonă dar și din restul țării; printre aceștia se numărau și experți aduși de la combinatele din Reșița, Hunedoara și Galați. Lucrul avea loc șapte zile pe săptămână, 12 ore pe zi; se plăteau salarii generoase și sporuri. Primul ministru din acea perioadă, Ion Dincă ??? Nu a fost niciodată prim-ministru, efectua inspecții rapide și frecvente.
Cocseria a fost finalizată în 1986 dar a fost închisă în 1998. Între 1981 și 1986 au fost construite alte secții precum oțelăria electrică, laminorul pentru profile medii, depozitul de materii prime și secția de îmbogățire a minereului de fier. S-a săpat un canal de 13 km lungime și s-a construit un port care să fie folosit exclusiv de combinat. Furnalul, oțelăria cu convertizoare și laminorul pentru profile grele erau programate pentru pornire imediat după anul 1989 dar căderea comunismului a dus la abandonarea acestui plan. În acel an combinatul era finalizat în proporție de 90% și s-au investit în el 1,8 miliarde de dolari. Existau 6.500 de angajați, numărul lor urmând să crească la 15.000 după finalizare. Existau planuri și pentru producție de fontă, profile medii, părți pentru industria de automobile și nituri, 30% fiind folosite pentru uz intern, restul cantității mergând la export.
Topitoria folosea o tehnologie avansată pentru vremea respectivă iar cocseria folosea cărbune de calitate superioară adus din Polonia, Brazilia, China și Uniunea Sovietică. Lingourile de oțel de 7 și 9 tone fiecare au fost turnate începând cu anul 1979. În timpul anilor 1980 uzina era cel mai mare producător de șină de cale ferată din sud-estul Europei și producea 200.000 tone de oțel anual.
Ceaușescu avea planuri și mai mărețe, dorind să dărâme satele Ceacu și Cuza Vodă. În locul lor a plănuit dezvoltarea combinatului pentru a produce cantități record de oțel dar acest lucru nu s-a mai întâmplat.

### Privatizarea dificilă și furturile
Combinatul a fost redenumit Siderca în 1990. În anii ce au urmat secțiile viabile au fost privatizate printr-un proces foarte dificil. La început, din cauza necompetitivității, combinatul a fost subvenționat de la bugetul de stat, devenind o adevărată "gaură neagră" a economiei naționale. În anul 1993 Patrulaterul roșu a aprobat o investiție în combinat de 65 de milioane de dolari. În 1996 18 companii din țară și din străinătate au participat la licitație dar autoritățile au fost incapabile de a duce la bun sfârșit procesul. O altă încercare eșuată a avut loc în 1998 când s-au oferit trei companii. Privatizările, conduse de APAPS, au costat guvernul cel puțin 100 milioane de dolari și o serie întreagă de fraude au fost comise în timpul acestora. În cele din urmă combinatul a fost vândut în anul 2002 companiei italiene AFV Acciaierie Beltrame Spa contra sumei de 20 milioane de dolari. Compania italiană, în loc să realizeze investițiile promise, a vândut combinatul companiei Tenaris contra sumei de 37 de milioane de euro.
În 1997 s-au efectuat în combinat îmbunătățiri unice în România la oțelăria electrică și laminor cu echipamente importate din Germania, Austria și Scoția. În 1999 producția de oțel a fost sistată din cauza lipsei de capital, o situație ce a durat până în 2004 când producția a fost reluată la singurul producător de șină de cale ferată din țară. În această perioadă părți din combinat au fost demontate piesă cu piesă, cea mai mare parte din cele 400.000 de tone de metal folosite la construcția sa fiind vândute la fier vechi. Firmele de colectare a fierului vechi au operat în împrejurimile combinatului, fiind conduse de cetățeni influenți ai orașului care astfel s-au îmbogățit. Toată calea ferată interioară (600 km) a fost demontată are produsele finite încă neambalate au ajuns la fier vechi.
În 2000 la Siderca s-a declanșat procedura de intrare în faliment, o procedură ce a fost suspendată în 2001 pentru patru ani în care s-au făcut încercări de redresare a combinatului. În 2003 Donasid a preluat părțile viabile, evaluate la 20 de milioane de dolari: oțelăria, unitatea de turnare continuă și laminorul pentru profile grele și șină de cale ferată. Siderca a contribuit cu 150 ha și cu clădirea administrativă. În 2005 Siderca a intrat oficial în faliment iar Donasid a fost preluată de Tenaris. La nivelul anului 2011 erau 500 de angajați din care 300 la oțelărie și 70 la laminor. Combinatul a fost divizat în patru companii: Sidertrans, Martifer, Donalam și, cea mai mare, Donasid.
În prezent,ce mai e bun din combinat este furat și dus la fier vechi.